# Edward Everett
Edward Everett (11 de abril de 1794 – 15 de janeiro de 1865) foi um político e professor norte-americano do Massachusetts membro do Partido Whig. Foi o décimo quinto governador de Massachussets entre 1836 a 1840, senador por Massachussets entre 1853 e 1854 e também foi secretário de estado dos Estados Unidos entre 1852 a 1853 e Ministro para o Reino Unido, cargo equivalente ao de embaixador. 
Foi presidente da Universidade de Harvard entre 1846 a 1849.

## Infância e juventude
Everett nasceu em Boston, é filho de Oliver Everett e Lucy Hill. Era parente de Richard Everett e primo do deputado Horace Everett. Entrou para Harvard aos 13 anos de idade. Estudou teologia, e aos 20 anos, foi pastor da Igreja Brattle Street em Boston. 
Após deixar a faculdade, Everett viajou durante dois anos pela Europa. Durante sua viagem estudou na Universidade de Göttingen, na Alemanha, onde se tornou o primeiro americano a receber um doutoramento na Prússia. Aprendeu francês, alemão e italiano durante sua viagem pela Europa.
Retornou a Harvard em 1819, com o propósito de implantar os métodos acadêmicos da Alemanha em Harvard.

## Família
Em 8 de maio de 1822 casou com Charlotte Gray Brooks, que era descendente de John Howland.  Ela era a filha de Peter Brooks Chardon e Ann Gorham. Ann era filha do décimo quarto presidente do congresso Nathaniel Gorham. Juntos tiveram seis filhos:
1. Anne Everett Gorham (3 de março de 1823 – 18 de outubro de 1854, aos 31 anos)
2. Charlotte Brooks Everett (13 de agosto de 1825 – 15 de dezembro de 1879, aos 54 anos), casou com o capitão Henry Augustus Wise
3. Grace Webster Everett (24 de dezembro de 1827 – 1836, aos 8 ou 9 anos)
4. Edward Brooks Everett (6 de maio de 1830 – 5 de novembro de 1861, aos 31 anos), casou com Helen Adams Cordis
5. Henry Sidney Everett (31 de dezembro de 1834 – 4 de outubro de 1898, oas 63 anos), casada com Katherine Pickman Fay
6. William Everett (10 de outubro de 1839 – 16 de fevereiro de 1910, aos 70 anos), foi representante dos Estados Unidos pelo Massachusetts.

## Carreira política
Em 1824 Everett foi eleito o representante dos EUA pelo 4º Distrito Congressional Massachusetts. Everett foi re-eleito para quatro mandatos pelo Partido Nacional Republicano, ocupando o cargo até 1835. O Partido Republicano Nacional tornou-se o Partido Whig em 1834.
Everett se aposentou do Congresso em 1835. Concorrendo a governador de Massachusetts pelo partido Whig. Ele foi eleito em 1835, e tomou posse em janeiro de 1836. Foi reeleito em 1836, 1837 e 1838, até que foi derrotado em 1839.
Também foi candidato a vice-presidente nas eleições de 1860.

## Últimos anos
Livre de compromissos políticos, Everett viajou pelo país com sua família, às vezes fazendo discursos públicos de apoio à União e outras causas. Assumiu a causa da preservação George Washington está em casa "em Mount Vernon. Sua turnê falando sobre George Washington arrecadou quase 70 mil dólares. Na eleição de 1864, Everett realizou extensiva campanha a favor de Abraham Lincoln.
Everett morreu em 15 de janeiro de 1865 em Boston e foi enterrado no Mount Auburn Cemetery, em Cambridge, Massachusetts.